# NGC 4186
NGC 4186 في الفهرس العام الجديد، هي مجرة، تقع في كوكبة الهلبة. اكتشفت في 1877 بواسطة فيلهلم تمبل.

## روابط خارجية
- NGC 4186 على موقع ويكي سكاي: DSS2, SDSS, GALEX, IRAS, Hydrogen α, X-Ray, Astrophoto, Sky Map, Articles and images